# Basista

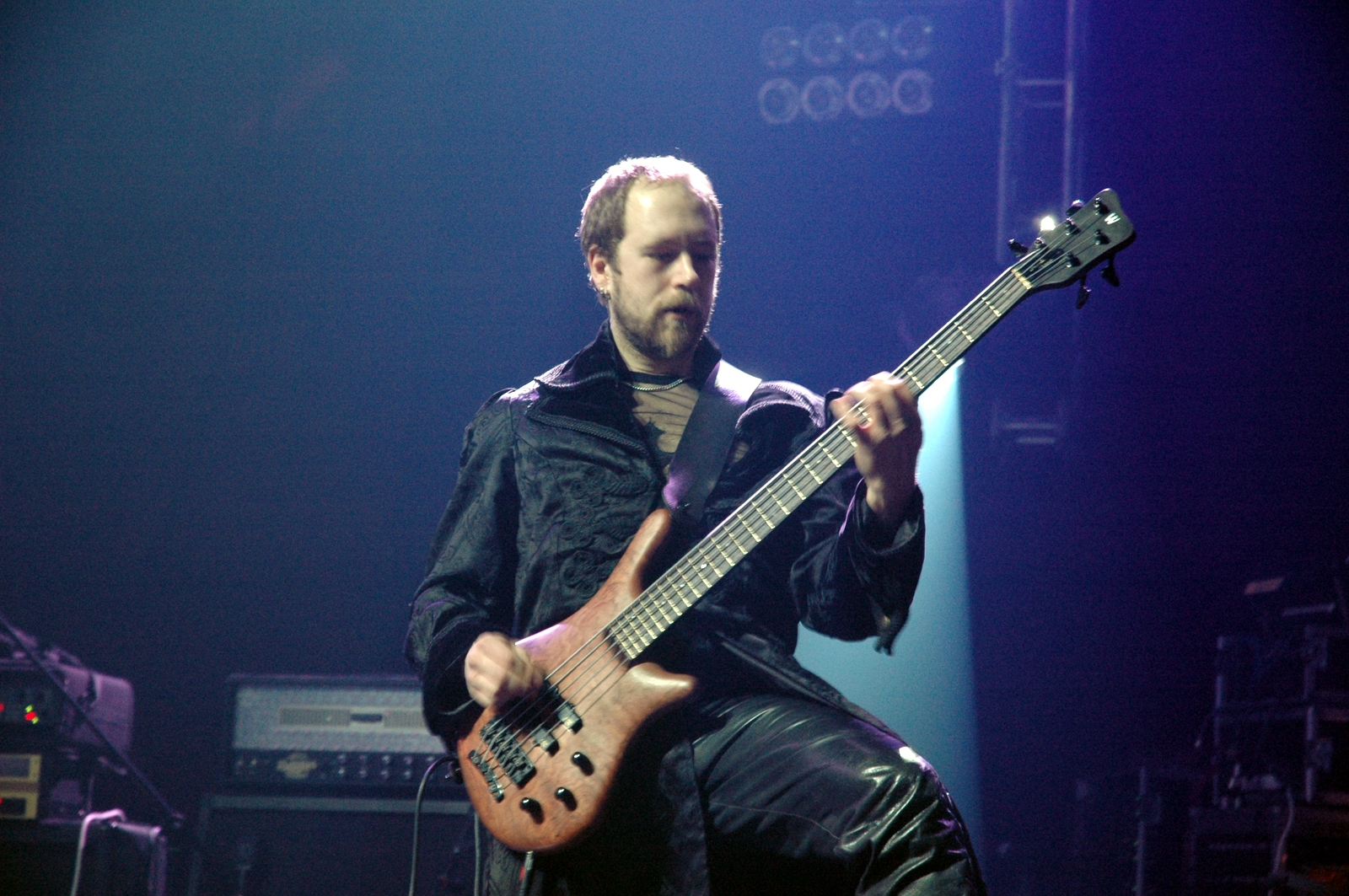
Skoll, basista grupy Arcturus

Basista – popularnie muzyk, instrumentalista, który gra na instrumencie basowym, takim jak gitara basowa, kontrabas, basetla, rzadziej dętym (np. tuba, suzafon). Czasem terminem tym określa się wokalistę śpiewającego basem, choć w tym przypadku prawidłowym nazewnictwem jest właśnie bas. W znaczeniu popkulturowym basista to najczęściej członek zespołu muzycznego. Wraz z perkusistą i instrumentalistą, który realizuje wypełnienie harmoniczne (np. pianistą lub gitarzystą niebasowym) tworzy sekcję rytmiczną.
Nazwa basista jest używana w języku potocznym. W przypadku muzyków grających na gitarze basowej formalnie używa się pojęcia gitarzysta basowy, natomiast osoby grające na kontrabasie to kontrabasiści. Kontrabas jest standardowym instrumentem basisty w muzyce poważnej i w jazzie. Od lat pięćdziesiątych XX wieku pojawiła się w muzyce gitara basowa elektryczna, która stała się standardowym instrumentem basisty w rock and rollu, jazz-rocku i w heavy metalu.